# Barbara Bonansea
Barbara Bonansea (* 13. Juni 1991 in Pinerolo) ist eine italienische Fußballspielerin, die seit 2017 für Juventus Turin spielt. Sie spielt seit 2012 regelmäßig für die italienische Nationalmannschaft und wurde 2016 zu Italiens Fußballerin des Jahres gewählt.

## Karriere

### Vereine
Bonansea trat 2004 in das Jugendteam der ACF Turin ein und gewann in den Folgejahren zwei Mal die Juniorinnemeisterschaft Italiens. Bereits im Alter von 15 Jahren stand sie dann in der Saison 2006/2007 für das erste Frauenteam auf dem Platz und schoss in sechs Spielzeiten in über 100 Spielen 27 Tore.
Zur Saison 2012/2013 wechselte sie zur ACF Brescia. Dort gewann Bonansea in fünf Saisons zwei Mal den Scudetto, die italienische Meisterschaft, zwei Mal den Pokal sowie drei Mal den Supercup und wurde 2016 Italiens Fußballerin des Jahres. In insgesamt 117 Spielen erzielte sie 61 Tore.
Im Sommer 2017 wechselte sie ablösefrei zu Juventus Turin. Ihr Debüt feierte Bonansea gegen Atalanta und traf beim 3:0-Auswärtssieg doppelt. Bereits in der ersten Saison des Vereins in der Serie A gewann ihr Team den Scudetto, in der folgenden Spielzeit 2018/2019 sogar das Double aus Meisterschaft und Pokal. Auch die folgenden drei Spielzeiten hintereinander gewann Juventus den Scudetto.

### Nationalmannschaft
Bonansea debütierte am 5. November 2007 im U17-Nationalteam beim 6:2-Sieg gegen Belarus in der Qualifikation für die Europameisterschaft 2008. In den folgenden Jahren spielte sie dann 15 Mal im U19-Team ihres Landes und erzielte dabei sieben Tore.
Am 19. September 2012 wurde sie beim torlosen Unentschieden in Griechenland im Rahmen der Qualifikation für die Europameisterschaft 2013 erstmals in das A-Nationalteam berufen und stand dabei in der Startelf. Bonansea wurde allerdings nicht in das Aufgebot für dieses Turnier berufen.
In der Qualifikation zur Fußball-Weltmeisterschaft 2015 erzielte sie in sechs Spielen sieben Tore, einschließlich eines Hattricks beim 15:0-Heimsieg über Mazedonien. Italien schied aber in der Entscheidungsspielen der Runde 2 gegen die Niederlande aus.
Im November 2016 wurde Bonansea für das Internationale Turnier in Manaus vom 7. bis 18. Dezember nominiert, bei dem Italien das Finale gegen Brasilien verlor.
Bonansera war auch bei den Europameisterschaften 2017 im Aufgebot der Italienerinnen, konnte den Misserfolg in der Gruppenphase allerdings nicht verhindern.
Besser lief es für sie und Italien bei der Weltmeisterschaft 2019, als Bonansea im ersten Gruppenspiel beide Tore zum 2:1-Erfolg über Australien beisteuerte. Sie wurde in allen fünf Spielen dieser Endrunde eingesetzt, konnte das Ausscheiden im Viertelfinale gegen die Niederlande aber auch nicht verhindern.
Auch bei der Europameisterschaft 2022 stand Bonansea im italienischen Aufgebot, blieb aber in allen drei Gruppenspielen torlos und schied mit ihrem Team sieglos aus.
Bei der WM 2023 kam sie in den drei Gruppenspielen zum Einsatz, nach denen die Italienerinnen ausschieden.
Am 24. Juni 2025 wurde sie von Trainer Andrea Soncin für den EM-Kader nominiert.

## Erfolge

### Nationalmannschaft
- 2. Platz Zypern-Cup (2): 2018, 2019
- Viertelfinale Fußball-Weltmeisterschaft der Frauen 2019
- 2. Platz Algarve-Cup 2022

### Vereine

#### Mit der ACF Turin
- Italienische Juniorinnenmeisterschaft (2): 2006, 2007

#### Mit der ACF Brescia
- Italienische Meisterschaft (2): 2013/14, 2015/16
- Italienischer Pokal (2): 2014/15, 2015/16
- Italienischer Supercup (3): 2014, 2015, 2016

#### Mit Juventus Turin
- Italienische Meisterschaft (5): 2015/16, 2017/18, 2018/19, 2019/20, 2020/21, 2021/22
- Italienischer Pokal (3): 2018/19, 2021/22, 2022/23
- Italienischer Supercup (4): 2019, 2020, 2021, 2024

## Auszeichnungen
- Gran Galà del Calcio der Associazione Italiana Calciatori (3): Fußballerin des Jahres 2016, Team des Jahres 2019, Tor des Jahres 2021
- Women's World XI der FIFA FIFPro (2): 2020, 2021; erste Italienerin in einer Weltauswahl
- Aufnahme in die Hall of Fame des Italienischen Fußballs 2021; zusammen unter anderem mit Karl-Heinz Rummenigge
- Beste Spielerin Algarve-Cup 2022[8]